# Chiesetta della Beata Vergine delle Grazie
La chiesetta della Beata Vergine delle Grazie, nota anche come la Cisiòla o la Ghisiòla (in dialetto "la Chiesuola"), è un luogo di culto cattolico dalle forme gotiche situato in via Giacomo Matteotti a Zibello, nel comune di Polesine Zibello in provincia di Parma e diocesi di Fidenza; è sussidiaria della parrocchiale dei Santi Gervasio e Protasio e fa parte del vicariato della Bassa Parmense. Costituisce l'edificio più antico conservatosi intergo all'interno del paese.

## Storia
La piccola chiesa, dedicata in origine ai santi Gervasio e Protasio, fu edificata probabilmente nel XIV secolo, anche se potrebbe risalire al secolo precedente.
In origine si trovava immediatamente all'esterno delle mura del paese, ma ne rappresentava l'unica chiesa parrocchiale. Con la fondazione del marchesato di Zibello, Gianfrancesco I Pallavicino, primo signore del piccolo stato, espresse il desiderio che fosse edificata una grande chiesa all'interno del paese, che fungesse anche da cappella gentilizia di famiglia; fu tuttavia solo verso la metà del XVI secolo che fu avviato il cantiere, completato nel 1580; la nuova chiesa, dedicata ai santi Gervasio e Protasio, fu innalzata a parrocchia cittadina, mentre la chiesetta, da allora dedicata alla Vergine delle Grazie, rimase per alcuni anni sede parrocchiale per le zone di campagna; in seguito la diocesi decise la fusione delle due parrocchie e il piccolo luogo di culto divenne sussidiario di quello principale.
Nel XVII secolo gli interni furono modificati secondo lo stile allora in voga, ricoprendo gli antichi affreschi che ornavano le superfici.
Nel 1866 fu innalzato il piccolo campanile sul retro dell'edificio.
Fin dalla sua fondazione il terreno attiguo fungeva da luogo di sepoltura; tuttavia, in seguito all'abbattimento delle antiche mura ed alla crescita del paese, nuove costruzioni furono edificate nelle vicinanze dell'oratorio; nel 1920 fu pertanto deciso lo spostamento del cimitero in un luogo più idoneo e furono rimosse tutte le salme e le lapidi; anche l'antico muro di confine fu modificato in quanto ritenuto troppo lugubre dalla cittadinanza.
La chiesetta fu sottoposta nel corso del XX secolo a restauri volti a riportarne in luce l'aspetto originario; durante gli ultimi interventi furono riscoperti alcuni pregevoli affreschi risalenti al XV secolo.

## Descrizione

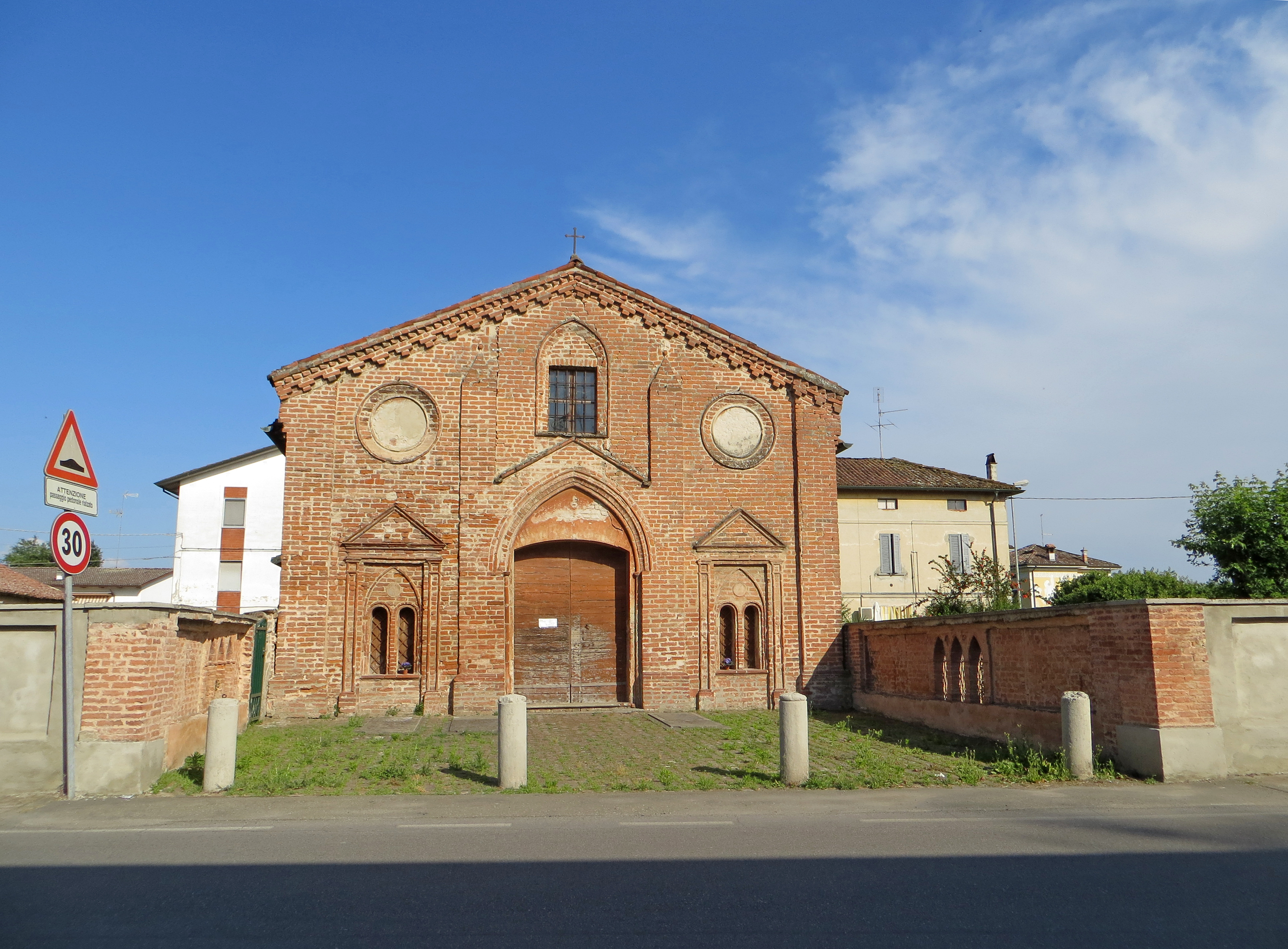
Facciata

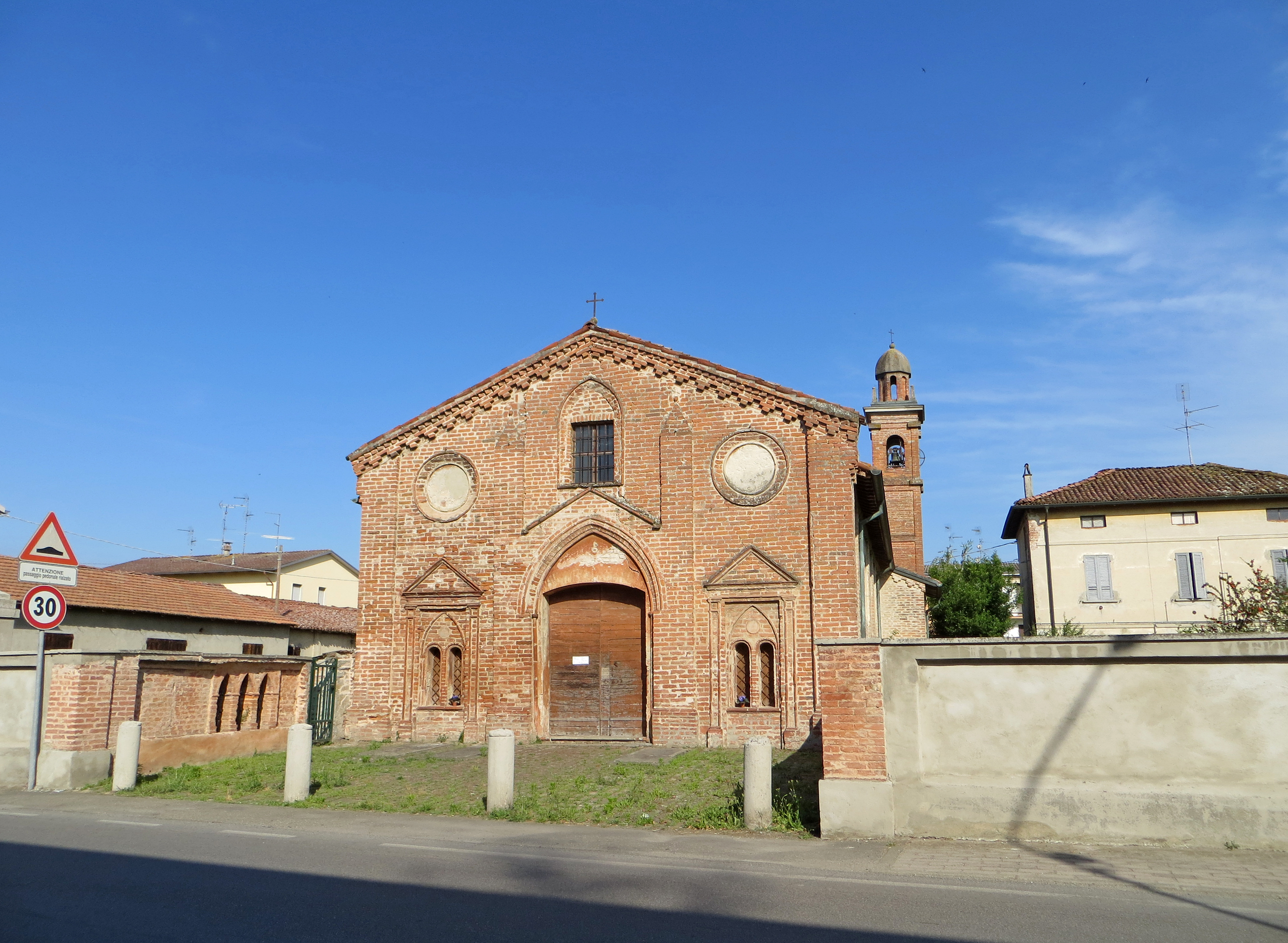
Facciata e campanile

La chiesetta, preceduta da un piccolo sagrato che conserva ancora oggi tre antiche lapidi, si sviluppa su un'unica navata.
Interamente rivestita in mattoni rossi, la facciata a capanna risulta di particolare pregio, per la presenza dei motivi ornamentali di carattere tardo-gotico; suddivisa da quattro lesene, è caratterizzata dagli eleganti fregi di coronamento e dagli archi a sesto acuto che incorniciano sia l'ampia finestra in sommità, sia le due bifore ai lati dell'ingresso, inquadrate a loro volte da lesene e timpani triangolari, sia infine il grande portale centrale ad arco ribassato, leggermente strombato; ai lati, sulle due bifore sono collocate due finestre circolari incorniciate, chiuse con intonaco.
Il motivo ornamentale di coronamento prosegue anche lungo le facciate laterali ed il retro, non absidato, ove si erge il sottile ed alto campanile con cupolino, innalzato nel XIX secolo.
L'interno, rimaneggiato nel XVII secolo, presenta varie tracce degli antichi affreschi realizzati fra il XIV ed il XV secolo, tra cui una pregevole Madonna con bambino di autore ignoto, riscoperta durante i restauri novecenteschi.